# Río Almodóvar
El río Almodóvar es un afluente del río Barbate, cuyo recorrido discurre íntegramente por la provincia de Cádiz (España). Nace en el parque natural de Los Alcornocales, y es regulado en su cabecera por el embalse de Almodóvar, que embalsa unos 5 hm³ de media y baña una superficie 800 ha.

## Recorrido
Recorre de sur a norte las comarcas del Campo de Gibraltar y la de La Janda. Hasta su desecación en los años 1950 regaba la laguna de la Janda, y en la actualidad riega la depresión cultivable en que se ha convertido ésta. Desemboca en el río Barbate, a unos 1000 metros de la villa de Barbate y a 3 km de su desembocadura en el océano Atlántico.
Aparece descrito en el segundo volumen del Diccionario geográfico-estadístico-histórico de España y sus posesiones de Ultramar de Pascual Madoz con las siguientes palabras:

ALMODOVAR: r. en la prov. de Cádiz, part. jud. de Algeciras; tiene su origen de un manantial en la sierra de Ogen y sitio llamado los Huertezuelos, perteneciente á la deh. de los Pedregosos, cuatro leg. al N. de Tarifa: corriendo de SO. á NO. va á depositar sus aguas en la laguna de Janda, 5 leg. dist. de dicha c., y 3 de su origen. Es de poco caudal y de curso perenne desde el nacimiento hasta la mitad de su descenso, pero desde aqui suele cortarse en el estio, embebiendo el terreno las aguas. Su cáuce tendrá desde 2 hasta 5 varas de profundidad, y en los charcos cria anguilas y barbos de mediana magnitud. No tiene puente alguno, y su paso, fuera de los vados conocidos, es peligroso; en términos, de haber perecido algunos imprudentes. Para regar las pocas huertas á que presta este beneficio, se elevan las aguas con norias.
(Madoz, 1845, p. 159)

## Gestión
Está gestionado por el Distrito Hidrográfico del Guadalete-Barbate (Agencia Andaluza del Agua). A veces aparece referido como río Almodóval. El nombre de Almodóvar era originariamente el del actual cerro de Torrejosa a cuyos pies discurre el río y es embalsado.